# Monasterevin
Monasterevin (irl. Mainistir Eimhín) – miasto w hrabstwie Kildare w Irlandii. Populacja w 2011 roku wynosiła 3710 mieszkańców. Miasto jest położone 63 km od Dublina przy drodze R445.